# Kurt-von-Marval-Schule Gemeinschaftsschule Nordheim
Die Kurt-von-Marval-Schule Gemeinschaftsschule Nordheim ist eine Gemeinschaftsschule in Nordheim, einer Gemeinde im Landkreis Heilbronn. Gegenwärtig besuchen rund 340 Schüler die Kurt-von-Marval-Schule.

## Geschichte
Es gibt in Nordheim seit 1560 eine Schule. Diese wurde von der Kirche geleitet. Der Unterricht fand im Mesnerhaus statt, wo auch der Schulmeister wohnte. Dieser musste gleichzeitig den Mesnerdienst ausführen. Weil es damals keine Schulpflicht gab, besuchten im Winter mehr Kinder die Schule als im Sommer. Ab dem Jahr 1791 musste für etwa zehn Jahre die Schule im Rathaus abgehalten werden, weil das Mesnerhaus baufällig war. Später riss die Gemeinde das Haus ab, und ein neues Gebäude wurde errichtet. Als die Schülerzahlen gegen Ende des 19. Jahrhunderts immer höher wurden, kam die Gemeinde um eine Erweiterung der Schule nicht mehr herum. Der Plan war, neben dem alten Schulhaus ein neues Schulgebäude zu erbauen. Der Abriss von drei kleineren Anwesen machte das möglich. 1901 konnte dann das neue Gebäude eingeweiht werden.
Im Jahr 1924 kam eine sechste Lehrerstelle dazu. Mit der Einführung der achtjährigen Schule und dem zusätzlichen Handarbeitsunterricht für die Mädchen stieß die Schule abermals an ihre Grenzen. Für sieben Klassen standen nur fünf Räume zur Verfügung. Ein Anbau kam nicht in Frage, weil kein Platz dafür vorhanden war. Deswegen entstand ein zusätzliches Schulgebäude mit drei Klassenzimmern in der Südstraße, das am 11. Februar 1928 eingeweiht wurde. Nun fand das Nordheimer Schulgeschehen in getrennten Räumen statt. Bereits zehn Jahre später war eine nochmalige Erweiterung notwendig. Es entstanden in der Südstraße ein weiterer Klassenraum und ein Werkraum im Untergeschoss. Die Bauarbeiten dauerten durch Verzögerungen bis 1939/1940. 1950 waren die Mängel an der Hauptstraßenschule sehr groß. Zum Beispiel waren die Toilettenanlagen, der Pausenhof und die Treppen in sehr schlechtem Zustand. Ein weiteres Problem war auch der zunehmende Verkehr auf der Hauptstraße. Der Handarbeitsunterricht fand im Jahre 1955 eine neue Örtlichkeit in der neuerbauten Turn- und Festhalle. Dieser Raum wurde noch als Notklassenraum bis ins Schuljahr 2000/01 benutzt. Die Bauarbeiten für das neue Schulgebäude im Geißbühl begannen im Juni 1962. Schon am 1. Dezember 1962 wurde die Schule offiziell eingeweiht. Als dann aber an der Hauptschule im Jahr 1967 die 9. Klasse eingeführt wurde, kam es – wie schon so oft – in der Nordheimer Schulgeschichte zur Platznot.
Die Schüler wurden schon nach wenigen Jahren im Neubau in Behelfsräumen untergebracht, zum Beispiel im alten Rathaus, im Südstraßenkindergarten, im Feuerwehrunterrichtsraum und in der Turn- und Festhalle. Als sich von Amts wegen die Frage stellte, ob der Standort Hauptschule Nordheim erhalten bleiben solle oder die Schüler besser in die Nachbarorte Leingarten und Lauffen am Neckar gehen sollten, wurde ab April 1972 ein zweiter Gebäudetrakt erbaut, um die Voraussetzungen für einen geordneten Schulbetrieb zu schaffen. Die Fertigstellung erfolgte am 12. November 1972. Die Schule der Südstraße wurde 1973 komplett zum Kindergarten umgebaut. Das Wachsen der Gemeinde, aber auch die Veränderungen des Unterrichts führten 1998 zum Bau eines weiteren Gebäudes neben dem alten Hauptschulgebäude. In diesem 2001 fertiggestellten Bau befinden sich ein Technikraum, ein Bildende-Kunst-Raum, ein Computerraum, drei Klassenzimmer und die Aula.

## Namensgebung
Der Namensgeber der Kurt-von-Marval-Schule ist Kurt von Marval. Er war Ehrenbürger der Gemeinde Nordheim und ein Nachfahre der angesehenen und wohlhabenden Familie Seybold. Kurt von Marval stellte für die Gemeinde zum Bau der Schule und Turnhalle Geld und Bauland zur Verfügung. Bis heute unterstützt seine Stiftung die Schule, so wurden z. B. die Schulcomputer von ihr angeschafft. Seit dem 12. November 1980 trägt die Schule seinen Namen.

## Zukunft der Schule
Seit dem Schuljahr 2013 ist die Schule eine Gemeinschaftsschule, in der neu aufgenommene Schüler in einer Ganztagsschule länger gemeinsam lernen und in heterogenen Lerngruppen unterrichtet werden.

## Ausstattung
Die Kurt-von-Marval-Schule ist mit 16 Klassenzimmern sowie Physikraum, Schulküche, Technikraum, Computerraum, Kunstunterrichtsraum und einer Aula ausgestattet. Nach dem Beschluss der Gemeinschaftsschule wurden Vergrößerungen des Schulgebäudes geplant, um die Kapazität für mehr Schüler bieten zu können. Mit einem Festakt am 7. Oktober 2016 sowie einem Tag der offenen Tür am 9. Oktober 2016 wurden die zum Schuljahr 2016/2017 neu bezogenen Räume in den umgebauten Schulgebäuden eingeweiht.

## Statistik

### Gesamtschule
| Gesamtzahl | Mädchen      | Jungen       | Ausländer   | Anzahl der Klassen | durchschnittl. Schülerzahlen pro Klasse |
| ---------- | ------------ | ------------ | ----------- | ------------------ | --------------------------------------- |
| 359        | 185 (51,5 %) | 174 (48,5 %) | 48 (13,4 %) | 16                 | 22,4                                    |

### Grundschule
| Gesamtzahl | Mädchen      | Jungen       | Ausländer  | Anzahl der Klassen | durchschnittl. Schülerzahlen pro Klasse |
| ---------- | ------------ | ------------ | ---------- | ------------------ | --------------------------------------- |
| 258        | 140 (54,3 %) | 118 (45,7 %) | 18 (7,0 %) | 11                 | 23,5                                    |

### Hauptschule
| Gesamtzahl | Mädchen     | Jungen      | Ausländer   | Anzahl der Klassen | durchschnittl. Schülerzahlen pro Klasse |
| ---------- | ----------- | ----------- | ----------- | ------------------ | --------------------------------------- |
| 101        | 45 (44,6 %) | 56 (55,4 %) | 30 (29,7 %) | 05                 | 20,2                                    |

### Kollegium
| Gesamtzahl | Frauen                 | Männer                |
| ---------- | ---------------------- | --------------------- |
| 29         | 21 (davon 1 kirchlich) | 8 (davon 3 kirchlich) |

### Nordheimer Übergangszahlen in weiterführende Schulen(Stand: ohne Nordhausen)
| Jahr | Schüler | HS          | RS          | Gym         |
| ---- | ------- | ----------- | ----------- | ----------- |
| 1995 | 63      | 26 = 41 %   | 19 = 30 %   | 18 = 29 %   |
| 1996 | 55      | 20 = 36 %   | 12 = 22 %   | 23 = 42 %   |
| 1997 | 74      | 31 = 41 %   | 12 = 16 %   | 31 = 42 %   |
| 1998 | 56      | 26 = 47 %   | 12 = 21 %   | 18 = 32 %   |
| 1999 | 72      | 28 = 39 %   | 13 = 18 %   | 31 = 43 %   |
| 2000 | 71      | 25 = 35 %   | 20 = 28 %   | 26 = 37 %   |
| 2001 | 70      | 21 = 30 %   | 23 = 33 %   | 26 = 37 %   |
| 2002 | 66      | 27 = 41 %   | 12 = 18 %   | 27 = 40 %   |
| 2003 | 65      | 19 = 29 %   | 20 = 31 %   | 26 = 40 %   |
| 2004 | 65      | 20 = 31 %   | 19 = 29 %   | 26 = 40 %   |
| 2005 | 74      | 16 = 21 %   | 28 = 38 %   | 30 = 41 %   |
| 2006 | 75      | 19 = 25 %   | 28 = 37 %   | 28 = 37 %   |
| 2007 | 65      | 15 = 23 %   | 25 = 38,5 % | 25 = 38,5 % |
| 2008 | 64      | 15 = 23,5 % | 25 = 39 %   | 24 = 37,5 % |

## Schulsozialarbeit
Seit dem 1. September 2011 gibt es an der Kurt-von-Marval-Schule Gemeinschaftsschule Nordheim eine Schulsozialarbeiterin, die außerdem für die Grundschule im Nordheimer Ortsteil Nordhausen zuständig ist. Sie ist Ansprechpartnerin bei schulischen oder persönlichen Problemen oder zur Vermittlung bei Konflikten. Träger der Schulsozialarbeit an der Kurt-von-Marval-Schule Gemeinschaftsschule Nordheim ist die Gemeinde Nordheim.

## Projekt Comenius
Seit 2007 nimmt die Kurt-von-Marval-Schule am Comenius-Programm teil. Das Projekt dient dazu, sich mit anderen Schulen in Europa auszutauschen. Folgende Länder arbeiteten aktiv mit: Türkei, Spanien, Griechenland, Grönland und Deutschland. Es wurde jeweils immer eine Schule aus einem anderen Teilnehmerland ausgesucht. So reisten Lehrer von jeder Schule zum Beispiel von Spanien, Griechenland, Grönland und Deutschland in die Türkei und schauten sich dort den Schulbetrieb an. Dieses Projekt endete im Mai 2009 in Deutschland.

## Bilder

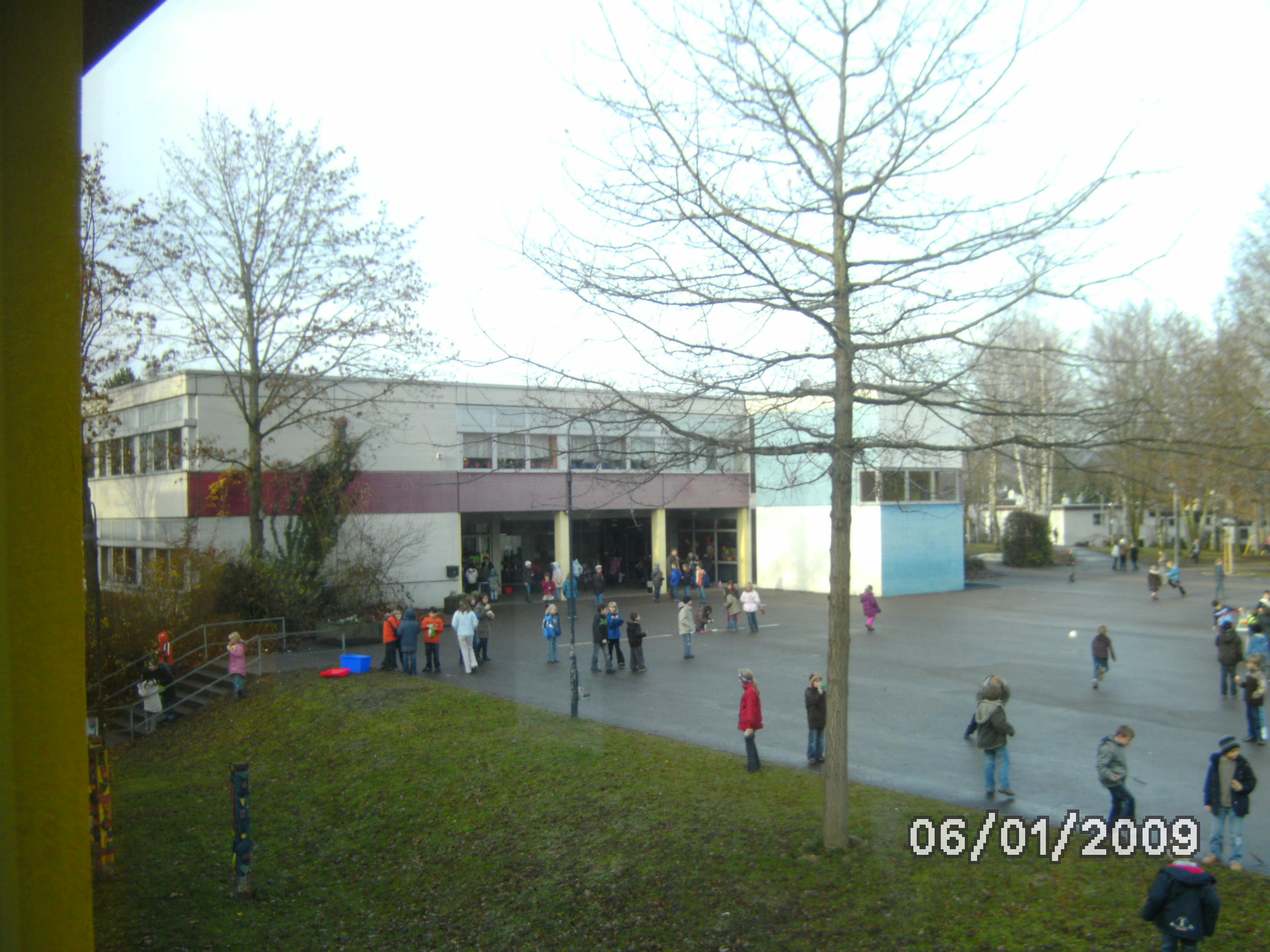
Grundschulgebäude
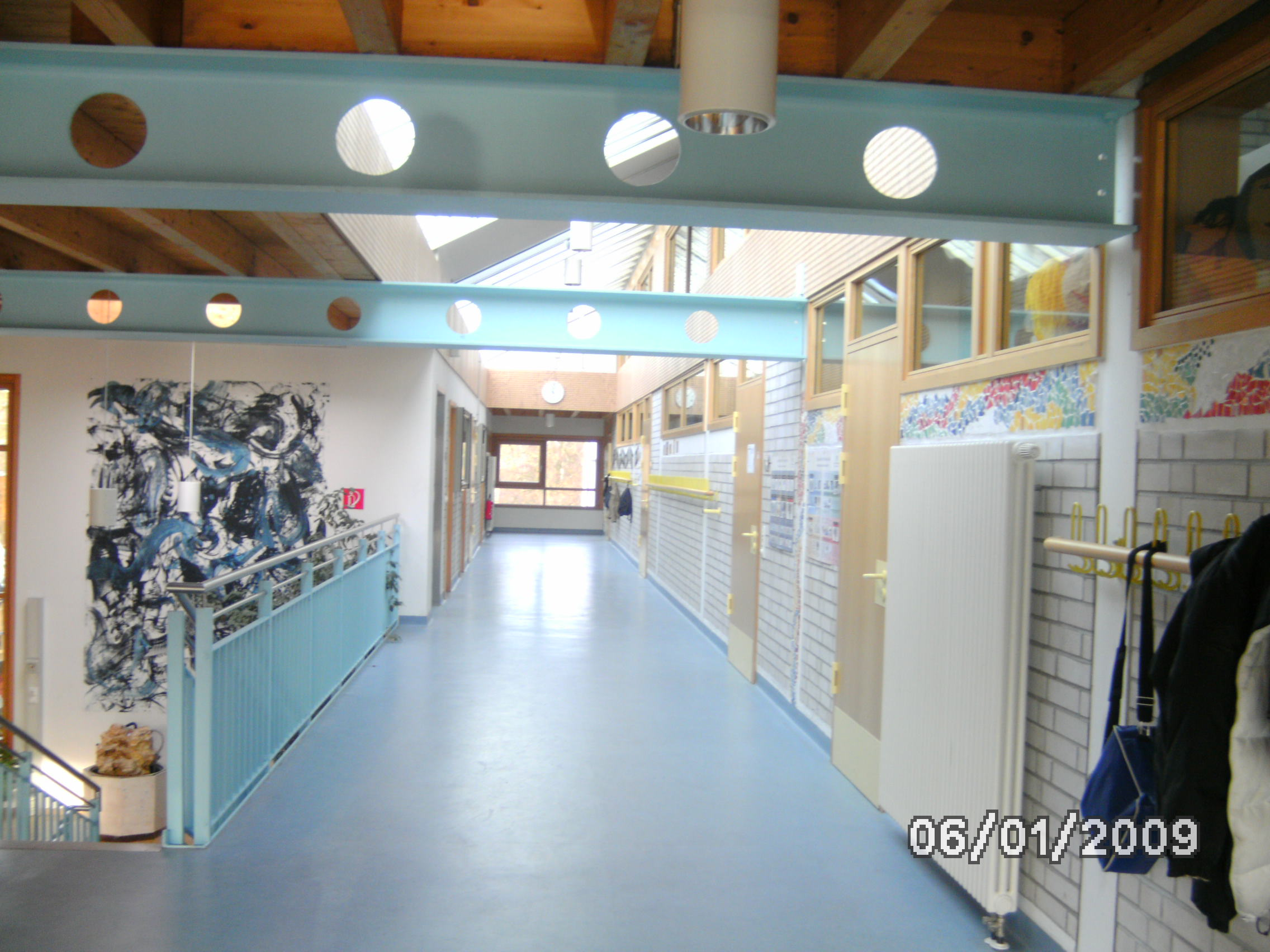
Neues Hauptschulgebäude von innen.
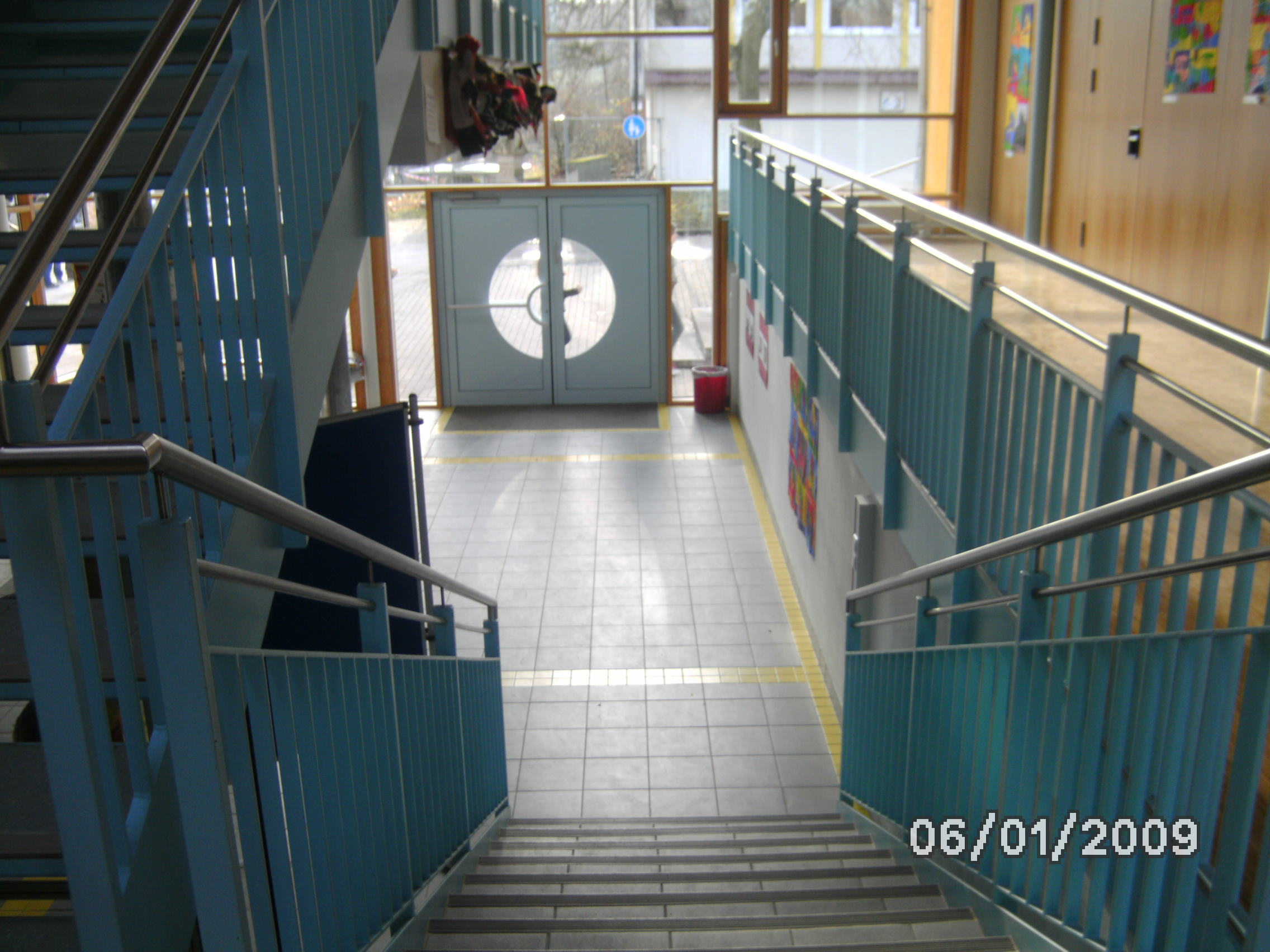
Neues Hauptschulgebäude von innen.
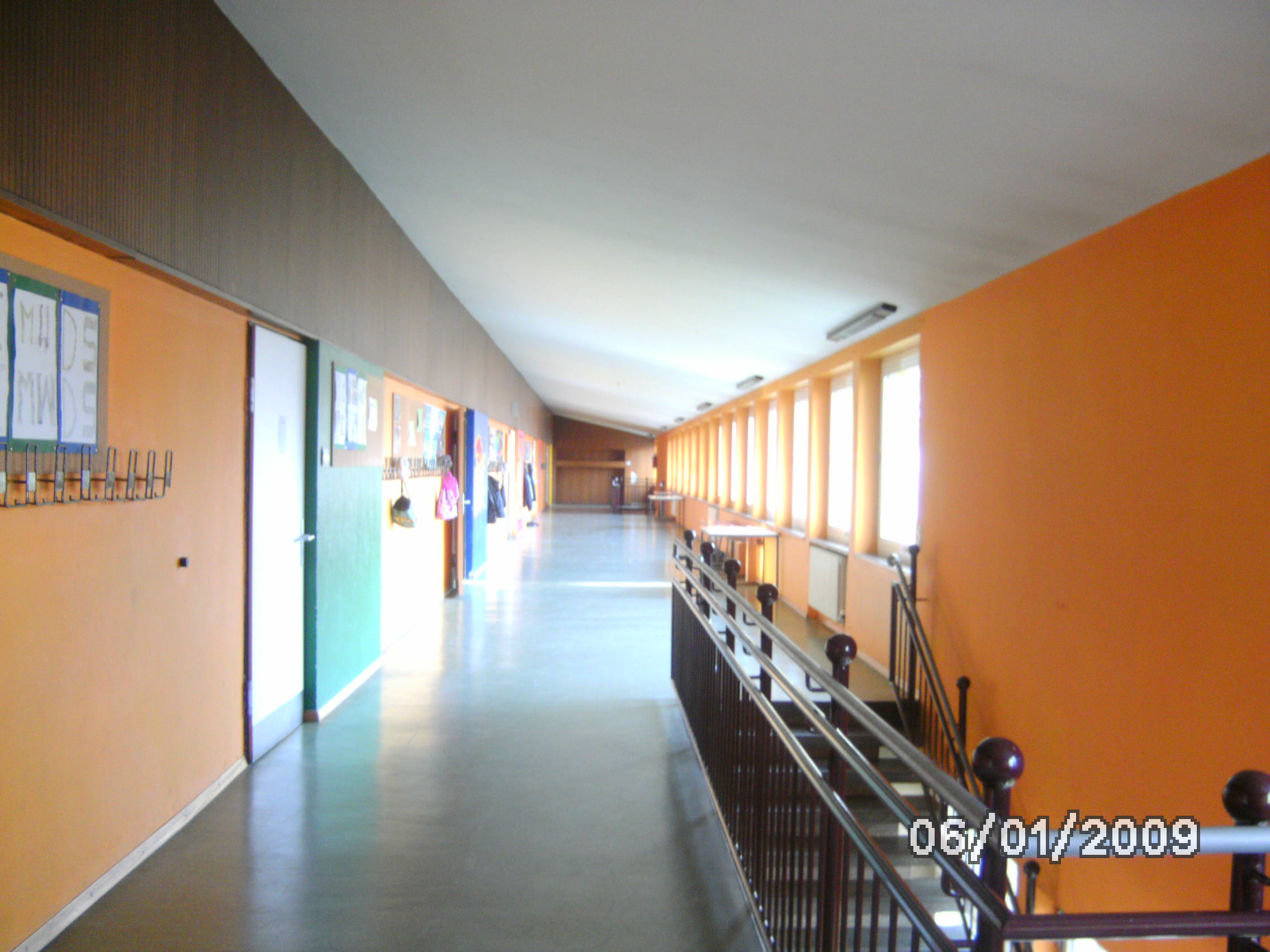
Altes Hauptschulgebäude von innen.